# Chondrodesmus tuberculifer
Chondrodesmus tuberculifer är en mångfotingart som beskrevs av Chamberlin 1922. Chondrodesmus tuberculifer ingår i släktet Chondrodesmus och familjen Chelodesmidae. Inga underarter finns listade i Catalogue of Life.